# Petit chien courant suisse
Pour la race de taille moyenne, voir Chien courant suisse.
Le petit chien courant suisse est une race de chiens originaire de Suisse. C'est un chien courant de petite taille, ressemblant beaucoup au chien courant suisse dont il est historiquement une réduction. La race admet quatre variétés, qui correspondent à quatre variétés de couleurs de la robe : le petit courant bernois, le petit courant du Jura, le petit courant lucernois et le petit courant schwytzois. Il s'agit d'un chien de chasse employé comme chien courant.

## Historique

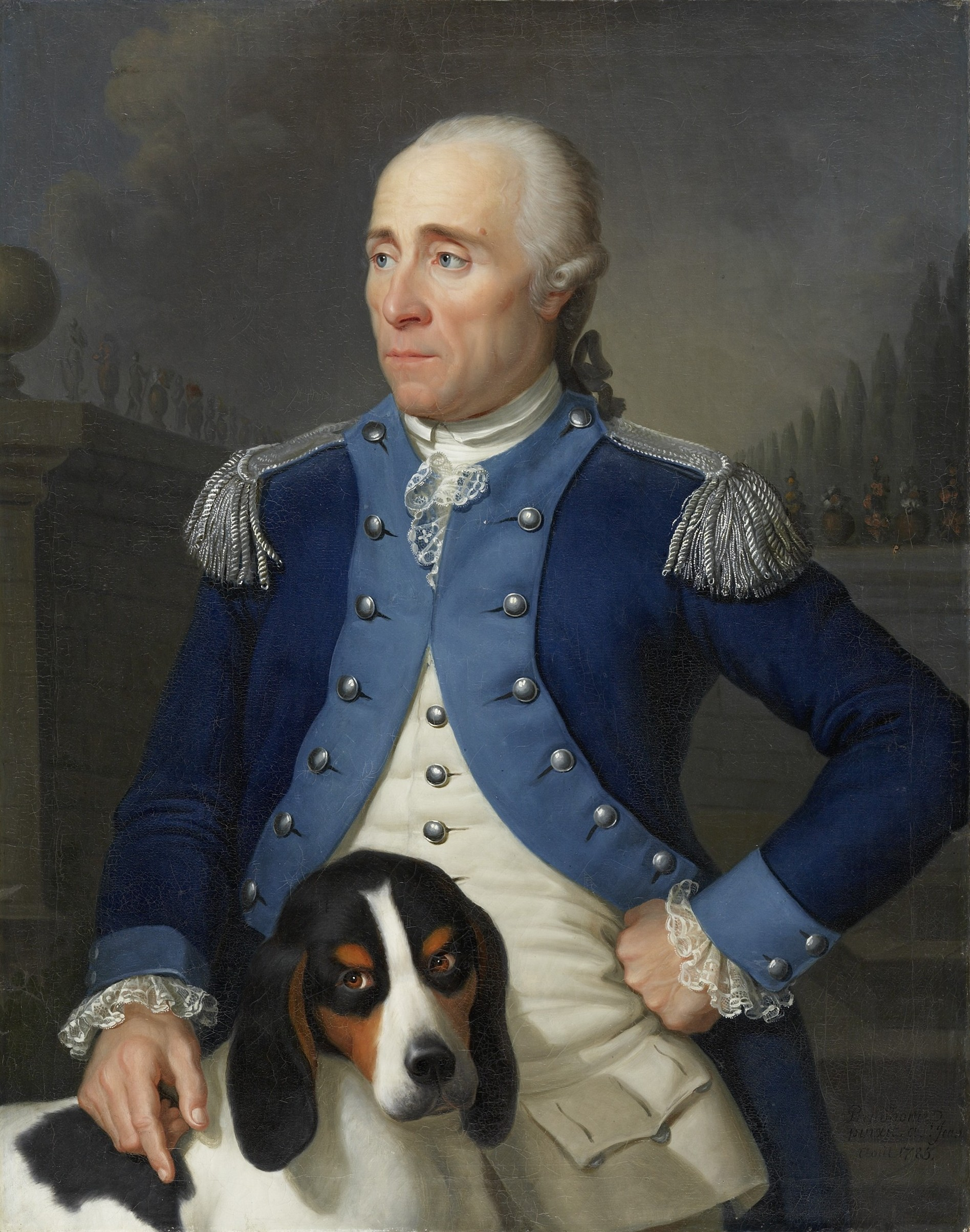
Franz Rudolf Frisching et son chien courant bernois.

Le petit chien courant suisse est issu du chien courant suisse, race ancienne dont l'origine remonterait à des chiens de chasse de la vallée du Nil du temps de l'Égypte antique implantés en Europe par les marchands phéniciens et propagés en Suisse par les légions romaines.
Au début du XXe siècle, le système des chasses gardées est introduit dans plusieurs cantons suisses. Les chasseurs estiment alors que les chiens courants suisses sont trop rapides pour ces espaces de chasse et décident de créer une race de chien plus petite par une sélection méthodique. Le club suisse du petit chien courant est fondé le 1er juin 1905 sous le nom de « club suisse du basset ».

## Standard
Le petit chien courant suisse est un chien courant de petite taille, décrit dans le standard de la Fédération cynologique internationale (FCI) comme une réduction du chien courant suisse. Inscrit dans un rectangle, le corps est de longueur moyenne, construit en puissance. La cage thoracique est modérément large, bien descendue et spacieuse. Les membres sont secs et robustes. Attachée bas dans le prolongement de la croupe, la queue atteint au moins le jarret et s'amenuise à l'extrémité. Portée tombante, la queue se relève légèrement quand le chien est en action. La tête de taille moyenne est sèche et noble. De très longues oreilles tombantes, bien plissées sont attachées bas et bien accolées à la tête. Les yeux sont de couleur foncé et de forme légèrement ovale. 
Il existe deux types de poil : le poil lisse et le poil dur. Le premier type doit être court, lisse, bien couché et plus fin sur la tête et les oreilles. Le poil dur est dur au touche, flexible, bien couché avec peu de sous-poil. Il forme avec barbe assez peu développée. Il existe quatre couleurs de la robe, symbolisées par les quatre variétés de petit chien courant suisse :
- Le petit chien courant bernois peut avoir le poil lisse ou le poil dur. Le fond de robe est blanc avec de grandes plaques noires pouvant former un manteau et éventuellement quelques mouchetures noires.  Des marques feu sont présentes au-dessus des yeux, sur les joues, à la face interne et supérieure des oreilles et autour de l'anus.
- Le petit chien courant du Jura a le poil lisse et rarement double. La robe est de préférence noire avec des marques feu brun-rouge au-dessus des yeux, sur les joues, la poitrine et les membres. Elle peut être également fauve avec manteau ou selle noire. Une tache blanche sur la poitrine est tolérée si elle n'est pas trop étendue.
- Le petit chien courant lucernois a le poil lisse. Le fond de la robe est bleu, c'est-à-dire finement éclaboussé de gris, de blanc et de noir. Des taches ou un manteau noirs peuvent marquer le pelage. Les marques feu de couleur brun-rouge sont présentes au-dessus des yeux, sur les joues, à la naissance de la queue, sur la poitrine et sur les membres.
- Le petit chien courant de Schwyz a le poil lisse. La robe est blanche avec des plaques ou un manteau de couleur jaune-rouge à rouge-orangé. Les truitures isolées de couleur rouge-orangé sont admises.

## Caractère
Le chien courant suisse est décrit par le standard FCI comme passionné de chasse, d'un tempérament calme à vif, ni peureux ni agressif. 

## Races similaires
Une variété de plus grande taille est enregistrée par la FCI comme une race différente : le chien courant suisse.

## Utilité
Le petit chien courant suisse est un chien de chasse utilisé comme chien courant polyvalent. C'est un chien courant rapide, agile et endurant. La voix est sonore et harmonieuse. Il poursuit au flair et peut être utilisé comme chien de recherche au sang. 